# Saigusaia taiwana
Saigusaia taiwana är en tvåvingeart som först beskrevs av Saigusa 1968.  Saigusaia taiwana ingår i släktet Saigusaia och familjen svampmyggor. Inga underarter finns listade i Catalogue of Life.